# Солдат Іван Бровкін (фільм)
«Солдат Іван Бровкін» (рос. «Солдат Иван Бровкин») — радянський комедійний кольоровий художній фільм. Вийшов на екрани 1955 року. Режисер: Іван Лукинський, автор сценарію: Георгій Мдівані.
Після виходу фільму виконавець головної ролі, Леонід Харитонов став зіркою радянського кінематографа.

## Сюжет
Сільський хлопець Іван Бровкін — легковажний нероба. Він добре вміє грати на гармошці та співати, але уникає будь-якої фізичної праці. Так, він ламає дах сараю перед будинком голови колгоспу, а через його недогляд свині залазять у теплиці. Голова колгоспу Тимофій присоромлює Івана, що він син ветерана, але виріс таким непутящим. Тимофій доручає завідувачу гаражем Захару взяти хлопця під опіку та перевиховати. Але Іван навіть там примудрився облити Захара зі шланга та втопити нову колгоспну автомашину ГАЗ-51. Проте він подобається дочці колгоспу Любаші, яка переживає за Івана. Невдовзі йому та ще трьом колгоспним хлопцям приходить повістка із призовом до армії.
У перший рік служби Іван Бровкін поводиться так само, як і в колгоспі: не знає військової дисципліни, відстає у фізичній підготовці та лінується. Отримавши покарання, Іван вислуховує докори товаришів і змінюється. Він починає робити успіхи в службі, виступає з піснями та музикою. Але його слова суперечать діям і на зборах комсомолу Івану заявляють: йому не можна довіряти.
Весь час, поки Бровкін служив, він писав листи до своєї коханої Любаші. Проте його листи перехоплював бухгалтер колгоспу Самохвалов, який сам хотів одружитися з нею. Любаша ображена на Івана, думаючи, що він забув її. Тимофій каже Самохвалову, що той вчинив підло, але бухгалтер виправдовується тим, що дбає про Любашу.
Іван виправляється, добре проявляє себе на військових навчаннях, отримує звання єфрейтора і, зрештою, як заохочення отримує десятиденну відпустку на батьківщину. В селі ним пишаються, за винятком Самохвалова, що насміхається з Івана. Любаша відкидає залицяння Самохвалова і він викидає листи від Івана в річку. Іван розповідає коханій як писав їй і вони цілуються. Листи пропливають повз них.

## В ролях
- Леонід Харитонов — Іван Романович Бровкін;
- Сергій Блинников — Тимофій Кіндратович Коротєєв, голова колгоспу;
- Євген Шутов — Аполлінарій Петрович Самохвалов, бухгалтер;
- Тетяна Пельтцер — Євдокія Макарівна Бровкіна, мати Івана Бровкіна;
- Володимир Гусєв — Микола Бухвалов, механік колгоспу;
- Анна Коломійцева — Єлизавета Микитівна, дружина Коротєєва;
- Дая Смірнова — Любаша, дочка Коротєєва;
- Галина Малиновська — сусідка Бровкіних, мати Петра;
- Віра Орлова — Поліна Кузьмівна Гребешкова, буфетниця
- Михайло Пуговкін — Захар Силич Пьоришкін;
- Борис Толмазов — командир батареї;
- Валентина Ананьїна — сільська дівчина

## Цікаві факти
- Іван Стаднюк, автор сценарію фільму «Максим Перепелиця», відкрито звинувачував творців «Івана Бровкіна» у плагіаті.